# Меделин (Испания)
Вижте пояснителната страница за други значения на Меделин.
Меделин (на испански: Medellín) е село в провинция Бадахос, на автономната област Естремадура, Испания. Родно място е на Ернан Кортес и мястото през 1485 г., където по-късно е проведена битката за Меделин. Население 2825 жители, по данни от януари 2017 г.
Градът е наречен на римския генерал Квинт Цецилий Метел Пий (Quintus Caecilius Metellus Pius), който направил мястото военна база.